# Melanagromyza verbenae
Melanagromyza verbenae är en tvåvingeart som beskrevs av Spencer 1982. Melanagromyza verbenae ingår i släktet Melanagromyza och familjen minerarflugor. Inga underarter finns listade i Catalogue of Life.